# Batalha de Pelúsio (525 a.C.)
A Batalha de Pelúsio (também Batalha de Pelusa) foi o primeiro conflito entre o Império Aquemênida e o Egito. Seu principal resultado foi a transferência do trono do faraó para Cambises II, do Império Aquemênida, marcando o início do 1º Período Persa no Egito. Ocorreu em Pelúsio, no Egito, em 525 a.C.

## Preparativos

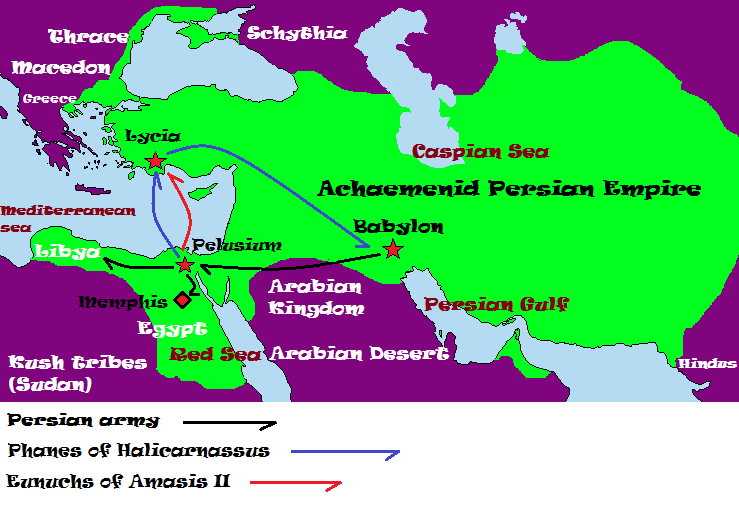
O caminho possível de Cambises, Fanes de Halicarnasso e as forças de Amásis enviadas depois de Fanes. Forças persas - linha preta, Fanes de Halicarnasso - linha azul, egípcios - linha vermelha. Nota: Os caminhos do itinerário descritos são supostos.

Durante a XXVI dinastia egípcia, o faraó Amásis II morreu depois de um longo e próspero reinado e foi sucedido por seu filho Psamético III, que reinou por pouco mais de seis meses. O jovem faraó, ainda inexperiente nas estratégias de guerra, permitiu que Cambises levasse a cabo a conquista daquele estado - independente naquela parte do mundo - tendo para isso preparado uma marcha através do deserto de Gaza, contando com o apoio do rei árabe (inimigo de Amásis) que disponibilizou uma grande oferta de água para as estações e garantiu passagem segura com o envio de tropas. De acordo com Políbio, mesmo com todas as precauções tomadas ao entrar na fronteira do Egito, apenas a cidade de Gaza resistiu aos persas, que caiu após um longo cerco. Quando as notícias da batalha iminente chegaram ao Egito, Psamético III reuniu o exército egípcio, posicionando-o ao longo da bifurcação do Mar Vermelho e do Rio Nilo. O próprio Amásis morreu seis meses antes de Cambises chegar ao Egito.

## Causas
A melhor recontagem dos eventos que levaram à batalha de Pelúsio é de historiadores gregos, particularmente Heródoto. Segundo ele, o conflito entre o faraó Amásis II do Egito e Cambises II da Pérsia foi um processo gradual envolvendo múltiplas personalidades, a maioria egípcios. De acordo com Heródoto, um médico egípcio foi solicitado de Amásis por Cambises, em bons termos, os quais Amásis aceitou. O médico (provavelmente um oftalmologista antigo) ressentia-se do trabalho forçado que Amásis lhe impusera e, em retaliação, aconselhou Cambises para que pedisse a Amásis uma filha em casamento, já sabendo que Amásis não gostaria de perder sua filha para um persa. Cambises aprovou e em pouco tempo solicitou a mão da filha de Amásis em casamento.
Amásis, incapaz de deixar sua prole e não querendo começar um conflito com os persas, preferiu enviar outra garota no lugar de sua filha, uma egípcia chamada Nitetis, filha de um cidadão egípcio de nome Apriés. De acordo com Heródoto, Apriés era o faraó anterior a quem Amásis havia derrotado e matado; sua filha seria agora enviada no lugar da própria descendência de Amásis. Uma vez saudado por Cambises como "a filha de Amásis", Nitetis explicou o truque empregado por Amásis para evitar entregar sua própria filha ao rei. Isso enfureceu Cambises, que prometeu vingar o insulto. De acordo com Heródoto, outra motivação que solidificou a expedição de Cambises no Egito foi Fanes de Halicarnasso. Originalmente conselheiro de Amásis, uma sucessão de eventos desconhecidos levou a tamanho desentendimento entre eles que Amásis chegou ao ponto de enviar um eunuco egípcio para capturá-lo, perseguindo-o até Lídia. Fanes foi capturado na Lícia, mas enganou seus guardas, deixando-os bêbados e fugindo para a Pérsia, onde ajudou o rei persa em todas as formas de estratégia e foi fundamental na determinação da conquista do Egito.

## A Batalha
Psamético esperava que o Egito fosse capaz de resistir à ameaça do ataque persa por uma aliança com os gregos, o que não se confirmou, pois as cidades cipriotas e o tirano Polícrates de Samos, que possuíam uma grande frota, agora preferiam juntar-se aos Persas. O fato de um dos conselheiros táticos mais proeminentes do Egito, Fanes de Halicarnasso, já ter passado para o lado persa, significava que Psamético dependia inteiramente de sua própria experiência militar limitada. Psamético, em um ato violento de vingança antes do confronto com o exército persa, prendeu todos os filhos de Fanes e os colocou entre duas tigelas. Ele então os cortou um por um, drenando seu sangue e misturando-o com vinho. Psamético então bebeu e fez todos os outros conselheiros beberem seu sangue antes das batalhas.
De acordo com Ctésias, cinquenta mil egípcios caíram, visto que a perda inteira no lado persa era somente sete mil. Após este esforço curto, as tropas de Psamético recuaram, e logo o recuo transformou-se uma fuga completa. As tropas restantes tentaram esconder-se na fortaleza de Pelúsio, mas enquanto se escondiam, Cambises, já montando um cerco, liberou uma onda de gatos nos inimigos. Para os Egípcios, o gato tem um símbolo sagrado da proteção e ver sua deusa protetora Bastete permitir uma multidão de gatos atacá-los os desmoralizou. Após ter interpretado isso como um mau presságio, retiraram-se da fortaleza e continuaram sua fuga até alcançar Mênfis, onde se fecharam dentro das paredes.

### Rescaldo
De acordo com Heródoto, Cambises, em uma última tentativa de pôr fim à luta, enviou um arauto persa em um navio para exortar os egípcios a desistirem antes de mais derramamento de sangue. Porém, ao avistarem o navio persa no porto de Mênfis, os egípcios atacaram o navio, matando todos os homens e enviando seus cadáveres de volta à cidade de origem. Com isso, Cambises avançou para Mênfis, num conflito onde diz-se que para cada persa morto, dez egípcios morreram, o que faz com que o número de egípcios mortos seja próximo de dois mil, já que duzentos persas foram mortos. Pelúsio se rendeu imediatamente após a batalha. O faraó foi capturado após a queda de Mênfis, tendo sua vida poupada sob vigilância persa. Cometeu suicídio depois de tentar uma revolta contra os mesmos.

## Conclusão de Heródoto

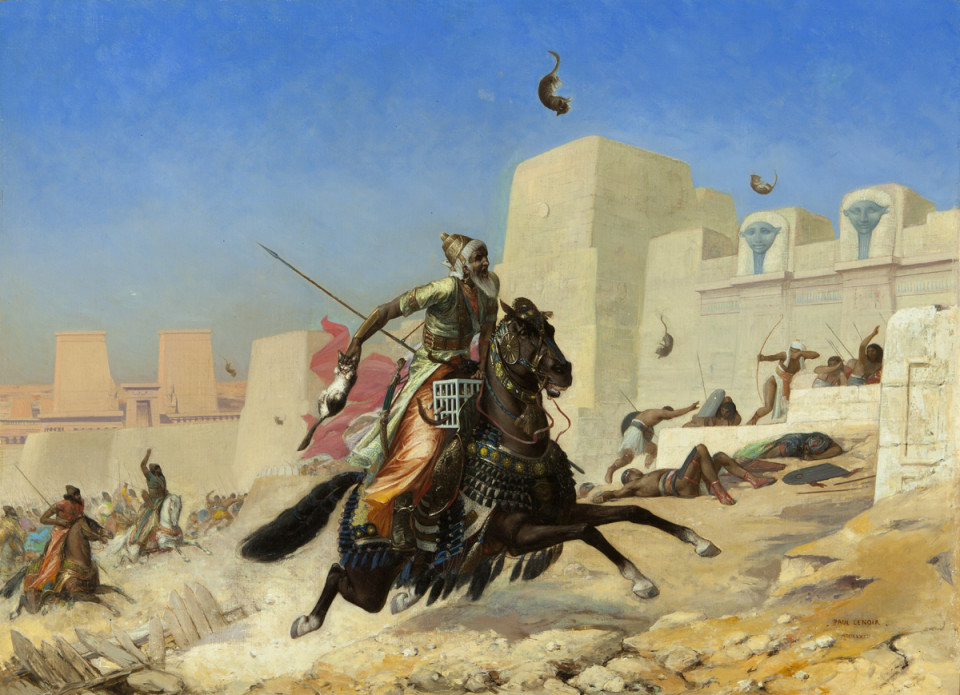
De acordo com Polieno, os soldados persas inteligentemente usaram gatos - entre outros animais egípcios sagrados - contra o exército do Faraó. Pintura de Paul-Marie Lenoir, 1872

Polieno nos fala que, de acordo com a lenda, Cambises conquistou Pelúsio com uma estratégia astuta. Os egípcios adoravam certos animais, como o gato, e não teriam coragem de machucá-los. Cambises, sabendo disso, ordenou que seus homens lançassem gatos em direção aos egípcios. Os egípcios não atirariam suas flechas com medo de ferir os animais, e assim a cidade foi tomada. Depois da batalha, Cambises aproveitou a oportunidade para mostrar sua superioridade aos egípcios. Ele mesmo carregou gaiolas com os animais sagrados e as lançou na cara dos conquistados. O causo é citado como um dos primeiros episódios de guerra psicológica.
Heródoto, no entanto, não menciona nenhuma dessas estratégias, e "quase não fornece informações" sobre os combates em geral. De acordo com Heródoto, Cambises inicialmente se comportou com certa moderação, poupando o filho de Psamético devido a sentir "um toque de pena", mas depois, insatisfeito com sua vitória e incapaz de punir o já falecido Amásis por suas artimanhas, decidiu cometer o que Heródoto chama de ato não-persa: ele profanou o túmulo do Amásis mumificado e ordenou que a múmia fosse queimada.
No entanto, Pierre Briant conclui que Heródoto registrou informações falsas sobre as ações de Cambises no Egito depois da vitória.
Cambises então fez as pazes com os líbios, aceitando sua oferta de trégua. O Egito tornou-se possessão da Pérsia e Cambises, seu faraó. Por terem derrotado os faraós da XXVI dinastia egípcia, os monarcas persas foram reconhecidos como faraós e passaram a ser conhecidos como a XXVII dinastia egípcia (dando início ao 1º Período Persa).